# Dick Buerkle

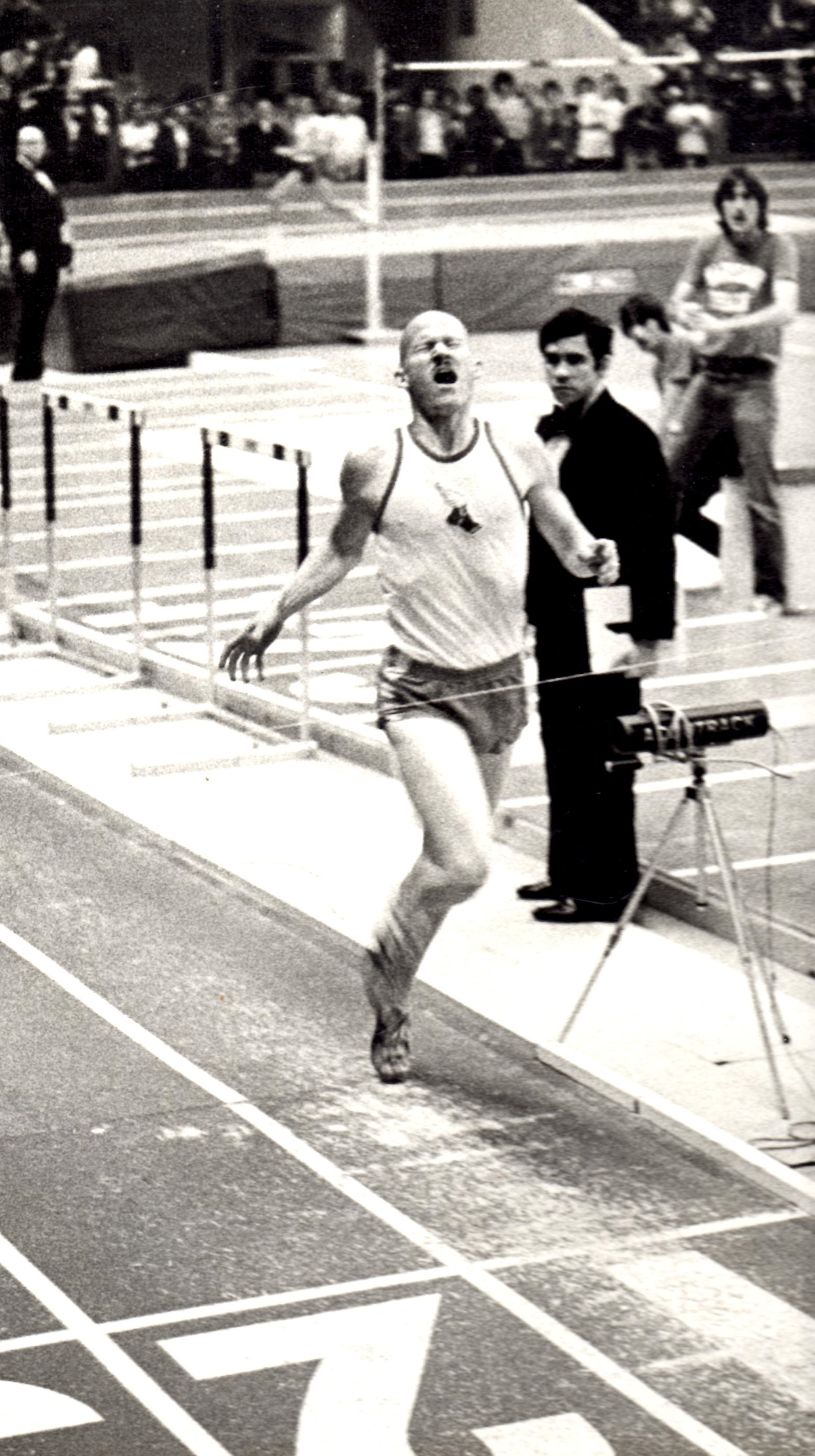
Dick Buerkle, 1978

Richard Dick Thomas Buerkle (* 3. September 1947 in Rochester, New York; † 22. Juni 2020 in Atlanta, Georgia) war ein US-amerikanischer Olympiateilnehmer und Hallenweltrekordler über eine Meile.

## Leben
In der katholischen Privatschule Aquinas Institute war Buerkle ein mittelmäßiger Mittelstreckler. Er ging auf Rechnung seiner Eltern 1966 zur Villanova University, wo er erst nach zweieinhalb Jahren ein Stipendium als Läufer erhielt und 1970 mit Spanisch als Hauptfach sein Examen machte. In Villanova trainierte er unter der Anleitung von Jumbo Elliott, der ihn mit einer Vielzahl von intensiven Tempoläufen und umfangreichem Intervalltraining auf einer Hallenholzbahn im Freien (ab Dezember) mehr auf die Hallen- als auf die Freiluftsaison vorbereitete. 1969 verbesserte er den Villanova-Rekord über 2 Meilen auf 8:46,2 min. Auch nach der Zeit im College blieb Buerkle bei Jumbo Elliott. Er qualifizierte sich für die Olympischen Spiele 1976 und 1980 jeweils für de 5000 Meter. 1976 überstand er nicht den Vorlauf, 1980 wurde die US-amerikanische Mannschaft durch Präsident Jimmy Carter gezwungen, die Olympischen Spiele in Moskau zu boykottieren. Buerkle lief sechsmal die Meile unter 4 Minuten und unterbot am 13. Januar 1978 den Hallenweltrekord mit 3:54,9 min.
Nach Abschluss seiner sportlichen Karriere zog er 1981 nach Atlanta, wo er als Spanischlehrer und Trainer an der Highschool bis zu seinem Ruhestand 2014 arbeitete und im Juni 2020 an den Folgen einer neurodegenerativen Erkrankung starb.